# یواس‌اس موهاک (۱۸۱۴)
یواس‌اس موهاک (۱۸۱۴) (به انگلیسی: USS Mohawk (1814)) یک کشتی بود که طول آن ۱۵۵ فوت ۰ اینچ (۴۷٫۲۴ متر) بود. این کشتی در سال ۱۸۱۴ ساخته شد.